# سارا شپرد
سارا شپرد (انگلیسی: Sara Shepard؛ زادهٔ ۸ آوریل ۱۹۷۷) یک نویسنده اهل ایالات متحده آمریکا است.